# هيلين كالدويل
هيلين كالدويل (بالإنجليزية: Helen Caldwell؛ بالبرتغالية: Helen Caldwell) هي ناقدة أدبية وكاتِبة ومترجمة وشاعرة أمريكية وبرازيلية، ولدت في 9 يوليو 1904، وتوفيت في 12 أبريل 1987.